# Neoesperidina
La neoesperidina è un flavonoide glicoside che si trova soprattutto negli agrumi. La struttura è composta dal flavanone esperetina legato al disaccaride neoesperidosio. La sostanza concorre insieme a molti altri flavonoidi al gusto amaro dei limoni.
La neoesperidina è isolata su scala industriale dagli scarti della lavorazione degli agrumi per la sintesi del dolcificante neoesperidina diidrocalcone.